# اوزنده
اوزنده (به هلندی: Ovezande) یک منطقهٔ مسکونی در هلند است که در بورسله واقع شده‌است. اوزنده ۱٬۱۱۷ نفر جمعیت دارد.